# هوت غت جهلي
هوت غت جهلي (بالفارسية: هوت‌گت جهلی) هي قرية تقع في قسم باهوكلات الريفي (مقاطعة تشابهار) في إيران. يقدر عدد سكانها بـ 742 نسمة بحسب إحصاء 2016.